# هيام أبو شديد
هيام أبو شديد (18 يناير 1966) إعلامية وممثلة لبنانية .

## عن حياتها
درست فن التمثيل وحازت دبلوم دراسات عليا في مجال الإخراج تنقلت بين أكثر من محطة تلفزيونية منذ بداياتها الإعلامية، فقدّمت برنامج «ستوديو الفن» عامي 1992 و1996 وشاركت في تقديم برنامج «نهاركم سعيد» على الفضائية اللبنانية.استطاعت جذب عدد كبير من المشاهدين في برنامج «جَدَل»، فألقت الضوء على مواضيع جريئة يعاني منها العالم العربي ويخاف التحدث عنها كما قدمت مأخرا برنامج «وأنا كمان» على شاشة الأم تي في والذي لقي إعجابا كبيرا من قبل الجماهير. والدها هو الشاعر إيليا أبو شديد وشقيقتها الإعلامية والممثلة نغم أبو شديد.

## من أعمالها

### المسلسلات
- من كل قلبي
- إذا الأرض مدورة
- عصر الحريم
- صائمون ...ولكن
- نساء في العاصفة
- شباب وبنات
- ربيع الحب
- الأستاذ مندور
- هيك ربونا
- امير الليل
- كل الحب كل الغرام

### في السينما
- (2022): ع مفرق طريق[2]

### في المسرح
- (2024):معمول[3]

## روابط خارجية
- هيام أبو شديد على موقع IMDb (الإنجليزية)
- هيام أبو شديد على موقع قاعدة بيانات الأفلام العربية
- هيام أبو شديد على موقع قاعدة بيانات الفيلم (الإنجليزية)